# L'amante (film 1992)
L'amante (L'amant) è un film del 1992 diretto da Jean-Jacques Annaud e tratto dal romanzo omonimo e semi-autobiografico di Marguerite Duras.
La pellicola racconta della prima esperienza sessuale e amorosa di un'adolescente francese con un facoltoso trentenne cinese, relazione ritenuta illecita per l'età e l'etnia. La vicenda si snoda intorno agli scenari stupendi della foce del fiume Mekong e le vie trafficate di Saigon, nell'Indocina francese degli anni trenta.

## Trama
Nell’Indocina francese degli anni ’30, una giovane ragazza francese di 15 anni e mezzo vive con la sua famiglia in condizioni di povertà in una zona rurale. La madre, vedova e depressa, è un’insegnante che ha perso tutti i risparmi in un fallimentare progetto agricolo, essendo stata truffata dal demanio. Il fratello maggiore Pierre è oppiomane e violento, mentre il più piccolo Paul ha disturbi mentali. La ragazza, studiosa e solitaria, sogna di diventare scrittrice.
Durante il ritorno a Saigon dopo le vacanze scolastiche, a bordo di un traghetto che attraversa il fiume Mekong, la ragazza incontra un uomo cinese di 32 anni, figlio di un ricco uomo d’affari del settore immobiliare. Sulla ringhiera del traghetto, i due hanno un’imbarazzante conversazione dovuta soprattutto alla timidezza dell'uomo nell'approcciarsi a una ragazza bianca. Lui, appena rientrato da Parigi dove ha studiato economia, resta affascinato dalla giovane e le offre un passaggio fino in città con la sua lussuosa automobile. Tra i due nasce un’intesa silenziosa e carica di tensione emotiva, parlandosi poco il durante tragitto, ma tenendosi comunque per mano; in questa occasione, la ragazza afferma di avere 17 anni.
Il giorno seguente, l’uomo la attende fuori dal collegio femminile e la conduce in una stanza che affitta nel quartiere cinese per i suoi incontri amorosi, dove consumano il loro primo rapporto sessuale, nel quale la ragazza perde la verginità. Inizia così una relazione segreta, fatta di incontri quotidiani all’insegna della passione fisica, in un contesto segnato da profonde barriere culturali, sociali e razziali. L'uomo si innamora profondamente della ragazza, nonostante lei sostenga di non voler essere amata.
Quando la famiglia della ragazza scopre la relazione, reagisce inizialmente con rabbia, ma finisce per tollerarla e sfruttarla, approfittando dei regali e del denaro offerti dall’uomo. La tensione culmina in un episodio drammatico in cui l’uomo, ferito nel profondo dall’ostilità della famiglia di lei e sopraffatto dal contesto, la aggredisce fisicamente. La relazione si deteriora irrimediabilmente anche a causa delle pressioni familiari: il padre dell'uomo si oppone categoricamente all’idea di un matrimonio tra il figlio e una ragazza bianca, e insiste affinché lui contragga un matrimonio combinato con un’ereditiera cinese, come pattuito molti anni prima, in modo da consolidare gli affari nel Paese.
Pochi giorni dopo, la madre della ragazza decide di tornare in Francia con i figli, e il viaggio viene finanziato proprio dall’amante cinese. Solo durante la traversata in nave, una notte, la ragazza comprende la profondità del sentimento che la legava a quell’uomo ormai lontano, e scoppia in lacrime.
Molti decenni dopo la protagonista, ormai diventata una scrittrice affermata, riceve una telefonata dall’ex amante, in visita in Francia con la moglie. L’uomo le confessa di non aver mai smesso di amarla e che continuerà a farlo fino alla morte.

## Personaggi
- La ragazza.
Figlia di una famiglia coloniale povera, il padre è morto. Di carattere solitario, è un'eccellente studentessa e sogna di diventare scrittrice. Nel corso della storia avvia una relazione sessuale con il cinese anche se mostra disinteresse per lui. Solo alla fine del film comprende di amarlo e di averlo perso per sempre.
- Il cinese.
Figlio di un uomo d'affari che ha fatto fortuna nel settore immobiliare, recentemente tornato da Parigi dopo aver terminato gli studi. Oltre ad interessarsi alla ragazza, se ne innamora perdutamente.
- La madre.
Una nevrotica depressa, maestra di scuola per i bambini locali. Vuole bene ai suoi figli ma soprattutto a Pierre che non rimprovera mai per il suo cattivo carattere.
- Pierre.
Il fratello maggiore. Un poco di buono immischiato in affari poco puliti, idolatrato dalla madre. Cattivo con i suoi fratelli, soprattutto con il più piccolo Paul.
- Paul.
Il fratello minore. L'unico della famiglia con cui la ragazza si trovi a proprio agio malgrado abbia dei gravi problemi mentali.
- Il padre del cinese.
Severo e ambizioso. Preferirebbe vedere morto il figlio piuttosto che sposato con una bianca.

## Riconoscimenti
- 1992 – Premio Bambi
  - Miglior attrice protagonista a Jane March
- 1992 – Motion Picture Sound Editors
  - Miglior montaggio sonoro in un lungometraggio straniero
- 1993 – Premio César[1]
  - Miglior musica da film a Gabriel Yared
  - Candidatura per la migliore fotografia a Robert Fraisse
  - Candidatura per il migliore montaggio a Noëlle Boisson
  - Candidatura per i migliori costumi a Yvonne Sassinot de Nesle
  - Candidatura per la migliore scenografia a Than At Hoang
  - Candidatura per il miglior film straniero
- 1993 – Awards of the Japanese Academy
  - Candidatura per il miglior film in lingua straniera
- 1993 – Premio Oscar[2]
  - Candidatura alla miglior fotografia a Robert Fraisse